# Диффузор Шрёдера
Диффузор Шрёдера — рассеивающая звук конструкция, используемая для улучшения акустики помещений. Представляет собой набор параллельных углублений одинаковой ширины, но различной глубины. Диффузор назван по фамилии изобретателя, профессора Гёттингенского университета Манфреда Шрёдера, разработавшего данную конструкцию после изучения акустических параметров более чем 20 известных европейских концертных залов. Диффузор Шрёдера позволяет получить высокую степень рассеивания звуковой волны в широком диапазоне частот при любых углах её падения. Диаграмма рассеяния звуковой энергии одномерного диффузора Шрёдера имеет форму полуцилиндра.
Акустические диффузоры Шрёдера сдвигают в пространстве и задерживают во времени ранние отражения от ограждающих помещение поверхностей. Они позволяют улучшить акустику небольшого помещения за счёт увеличения времени прихода ранних отражений.